# Aspistor parkeri
Aspistor parkeri és una espècie de peix de la família dels àrids i de l'ordre dels siluriformes.

## Morfologia
- Els mascles poden assolir 150 cm de longitud total[6] i 50 kg de pes.[7][8]

## Hàbitat
És un peix demersal i de clima tropical.

## Distribució geogràfica
Es troba als rius costaners entre Guaiana i el nord del Brasil.

## Ús comercial
Es comercialitza fresc i salat, i és exportat al Canadà, els Estats Units, Anglaterra i els Països Baixos.

## Longevitat
Pot arribar a viure fins als 4 anys.